# Общерабочий боевой фронт
Общерабочий боевой фронт (греч. Πανεργατικό Αγωνιστικό Μέτωπο, ΠΑΜΕ) — греческий профсоюзный координационный центр. Был создан по инициативе Коммунистической партии Греции в 1999 году. Несмотря на это, членами центра являются профсоюзные активисты из разных политических кругов. Среди учредителей были также активисты Демократического социального движения.  ПАМЕ критически относится к официальной позиции и руководству Всеобщей конфедерации трудящихся Греции.
В 2000 году ПАМЕ стал участником Всемирной федерации профсоюзов.
По данным Компартии Греции, в 2012 году членами ПАМЕ были 850 тысяч человек.
В ноябре 2016 года ПАМЕ провел свой 4-й Национальный конгресс с участием 1200 национальных делегатов, представляющих 13 Национальных федераций, 14 Центров труда, 451 профсоюз, 52 Комитета трудящихся.